# إمارة آل عياش
إِمَارَةُ آلِ عَيَّاشٍ أو إِمَارَةُ بَنِي ٱلْعَيَّاشِ هي دولةٌ سابقة ظهرت في مدينة القطيف في شرق شبه الجزيرة العربية نتيجة ضعف نفوذ القرامطة في الأحساء وسُميت بهذا الاسم نسبةً إلى الأسرة الحاكمة «آل عَيَّاش»، واستمرت ما بين. (460 – 470 هـ / 1067 – 1077 م).

## قائمة الأُمراء العيّاشيين
| القائمة                                                              | القائمة                    |
| الأمير                                                               | فترة الحكم                 |
| -------------------------------------------------------------------- | -------------------------- |
| يحيى بن العياش                                                       | 460 – 469 هـ 1067 – 1076 م |
| زكريّا بن يحيى                                                        | 469 – 470 هـ 1076 – 1077 م |
| سقوط إمارة آل عَيَّاش على يد العيونيين سنة 470 هـ الموافقة لسنة 1077 م. |                            |

### فهرس المراجع
1. 1 2  المديرس (2002)، ص. 213.
2. ↑  "صحيفة الوسط البحرينية". www.alwasatnews.com. مؤرشف من الأصل في 2017-12-10. اطلع عليه بتاريخ 2024-08-26.
3. ↑  حسين محمد حسين. مسجد الخميس - الحوزة الأولى أول مسمار في نعش القرامطة (PDF). مؤرشف من الأصل (PDF) في 2022-11-21.
4. ↑  محمد محمود خليل. تاريخ الخليج وشرق الجزيرة العربية " إمارة بنى ثعلب – القرمطية الثانية - آل زجاج - آل عياش ".
5. ↑  "Al Mantaka Al Sharkiah". shiaaksa.com. مؤرشف من الأصل في 2024-08-26. اطلع عليه بتاريخ 2024-08-26.
6. ↑  "أثر القوى القبلية في البحرين في سقوط دولة القرامطة" (PDF). اطلع عليه بتاريخ 2024-08-25.

### بيانات المراجع
الكُتُب مُرتَّبة حَسب تاريخ النَّشر
- عبد الرحمن بن مديرس المديرس (2002). الدولة العُيُونيَّة في البَحْرَيْن: 469-636هـ/1076-1238م. الرياض: دارة الملك عبد العزيز. ISBN:9960-693-81-3. LCCN:2003346798. OCLC:52358413. OL:20126399M. QID:Q118072568.